# Леонард, Изабель
Изабель Леонард (Ленард; англ. Isabel Leonard; род. 18 февраля 1982, Нью-Йорк, штат Нью-Йорк) — американская певица (меццо-сопрано).
Обладательница двух наград «Грэмми» за лучшую оперную запись: в 2014 году за оперу Томаса Адеса «Буря» и в 2016 году за оперу Мориса Равеля «Дитя и волшебство».

## Биография
Леонард родилась в Нью-Йорке. Её мать имеет аргентинское происхождение.  
В течение пяти лет Изабель пела в детском хоре Манхэттенской музыкальной школы. Она училась в балетной школе Джоффри, кафедральной школе Святого Иоанна Богослова и Высшей школе имени Фиорелло Х. Ла Гуардиа. Она получила степень бакалавра музыки и магистра музыки в Джульярдской школе, где была ученицей Эдит Берс. 
Выступала в Камерном музыкальном обществе Линкольн-центра и в Джульярдском оперном центре. 
Её первое выступление в Нью-Йоркском филармоническом оркестре состоялось в концертной версии «Кандида» Леонарда Бернстайна, а позже она исполнила партию белки в опере «Дитя и волшебство» с оркестром под управлением Лорена Мазеля.  
В феврале 2007 года Леонард дебютировала на профессиональной оперной сцене в роли Стефано в опере «Ромео и Джульетта». В сентябре 2007 года она дебютировала в Метрополитен-опере в той же роли. Леонард дебютировала в опере Санта-Фе в роли Керубино в 2008 году.. Её коммерческие записи включают DVD-запись для Euroarts в роли Дорабеллы в постановке Così fan tutte Зальцбургского фестиваля 2009 года. 26 апреля 2014 года Леонард исполнила партию Дорабеллы в спектакле «Метрополитен-оперы», который транслировался по всему миру в рамках программы Metropolitan Opera Live in HD.
В феврале 2011 года Леонард дебютировала в Венской государственной опере, исполнив партию Керубино в опере «Свадьба Фигаро», а в январе 2012 года вернулась на сцену в роли Розины в опере «Севильский цирюльник». С 2014 по 2016 год Леонард и Шэрон Исбин исполнили серию из одиннадцати концертов сопрано/гитарного дуэта, в том числе в Занкель-холле (Карнеги-Холл). Леонард исполнила главную роль в американской премьере оперы «Марни» в Метрополитен-опере в Нью-Йорке в октябре 2018 года
Леонард вышла замуж за новозеландского оперного баритона Тедди Таху Родса в декабре 2008 года; они развелись в сентябре 2013 г. Леонард воспитывает их сына Тео, который родился 17 мая 2010 г.

## Оперный репертуар
- Стефано в Ромео и Джульетте, 2007 (дебют в «Мет»)[18]
- Розина в Севильском цирюльнике
- Керубино в Le nozze di Figaro
- Миранда в Буре
- Дорабелла в Così fan tutte
- Церлина в Don Giovanni
- Шарлотта в Werther
- Бланш де ла Форс в Dialogues des Carmélites[19]
- Марни в Марни[20]
- Мелизанда в Pelléas et Mélisande[21]